# إي. سان خوان جونيور
إي. سان خوان جونيور (بالإنجليزية: E. San Juan, Jr.)‏ هو ناقد ثقافي أمريكي، ولد في 29 ديسمبر 1938.